# Claudiu Bumba
Claudiu Vasile Bumba, né le 5 janvier 1994 à Baia Mare, est un footballeur international roumain. Il joue au poste d'Allier pour le club hongrois du Kisvárda FC.

## Biographie

### En équipe nationale
Il reçoit sa première sélection en équipe nationale le 27 janvier 2012, lors d'un match amical contre le Turkménistan.

## Palmarès
- Dinamo Bucarest
  - Vainqueur de la Coupe de la Ligue roumaine en 2017